# Campagne à Paris

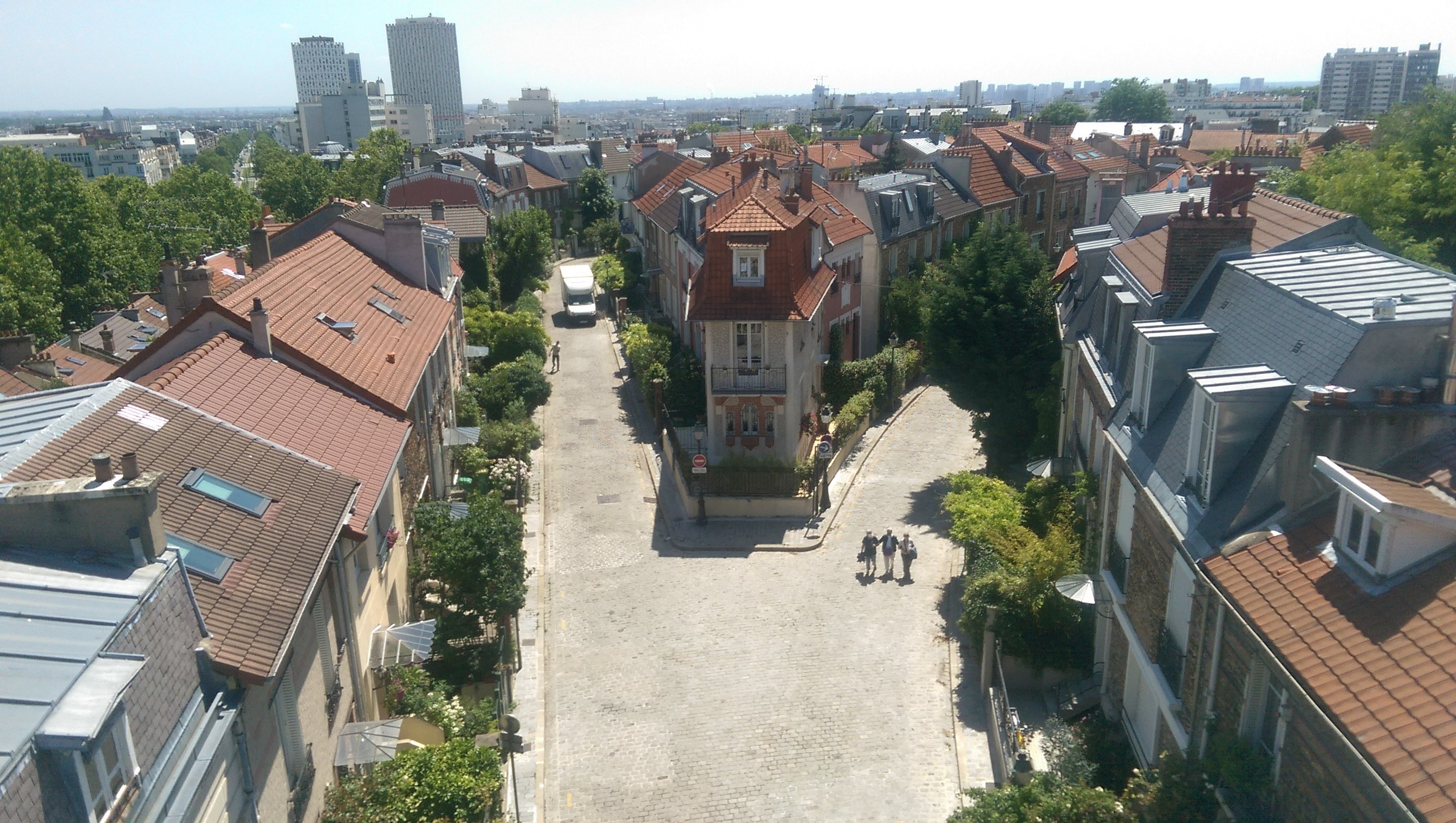
Rue Irénée-Blanc à gauche et rue Jules-Siegfried à droite.

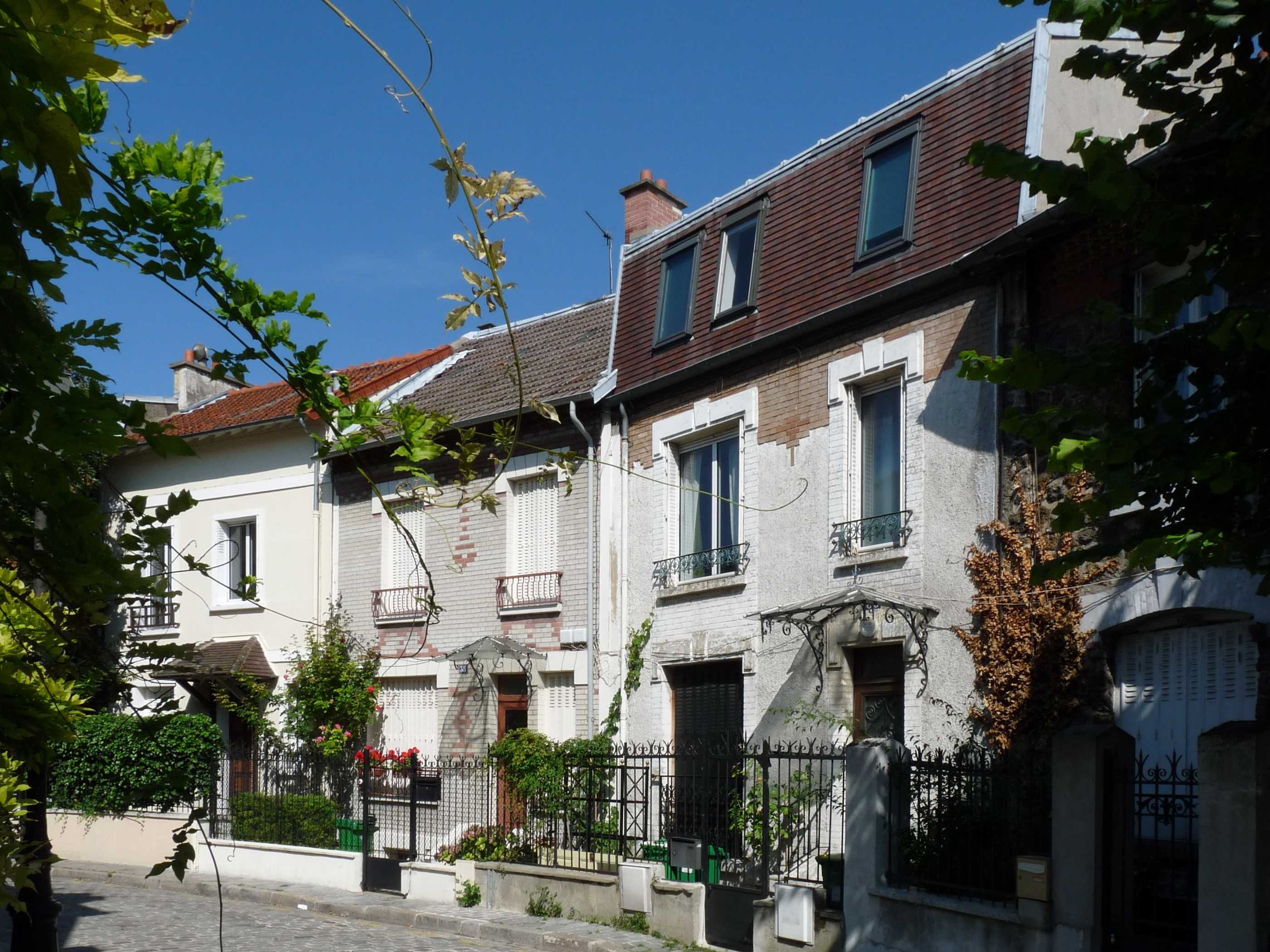
Maisons rue Irénée-Blanc.

La Campagne à Paris est un lotissement du 20e arrondissement de Paris, en France.

## Situation et accès

Vue aérienne.

Situé près de la porte de Bagnolet, entre le boulevard Mortier, la rue du Capitaine-Ferber et la rue Géo-Chavez (et occupant tout ou partie de la zone définie par le boulevard Mortier, la rue Pierre-Mouillard, la rue du Capitaine-Ferber, la place Octave-Chanute, la rue Géo-Chavez et la rue du Capitaine-Tarron), l’îlot de la Campagne à Paris est bâti d’une centaine de petites maisons de ville d’un ou deux étages. Cet îlot est constitué (voies internes) par la rue Paul-Strauss, la rue Irénée-Blanc et la rue Jules-Siegfried auxquelles s’ajoutent quatre rues comportant chacune un escalier et n’ayant reçu un nom qu’en 1994, la rue Mondonville, la rue Georges-Perec, la rue du Père-Prosper-Enfantin et la rue Camille-Bombois.
Ce site est desservi par la ligne 3 à la station Porte de Bagnolet.

## Historique

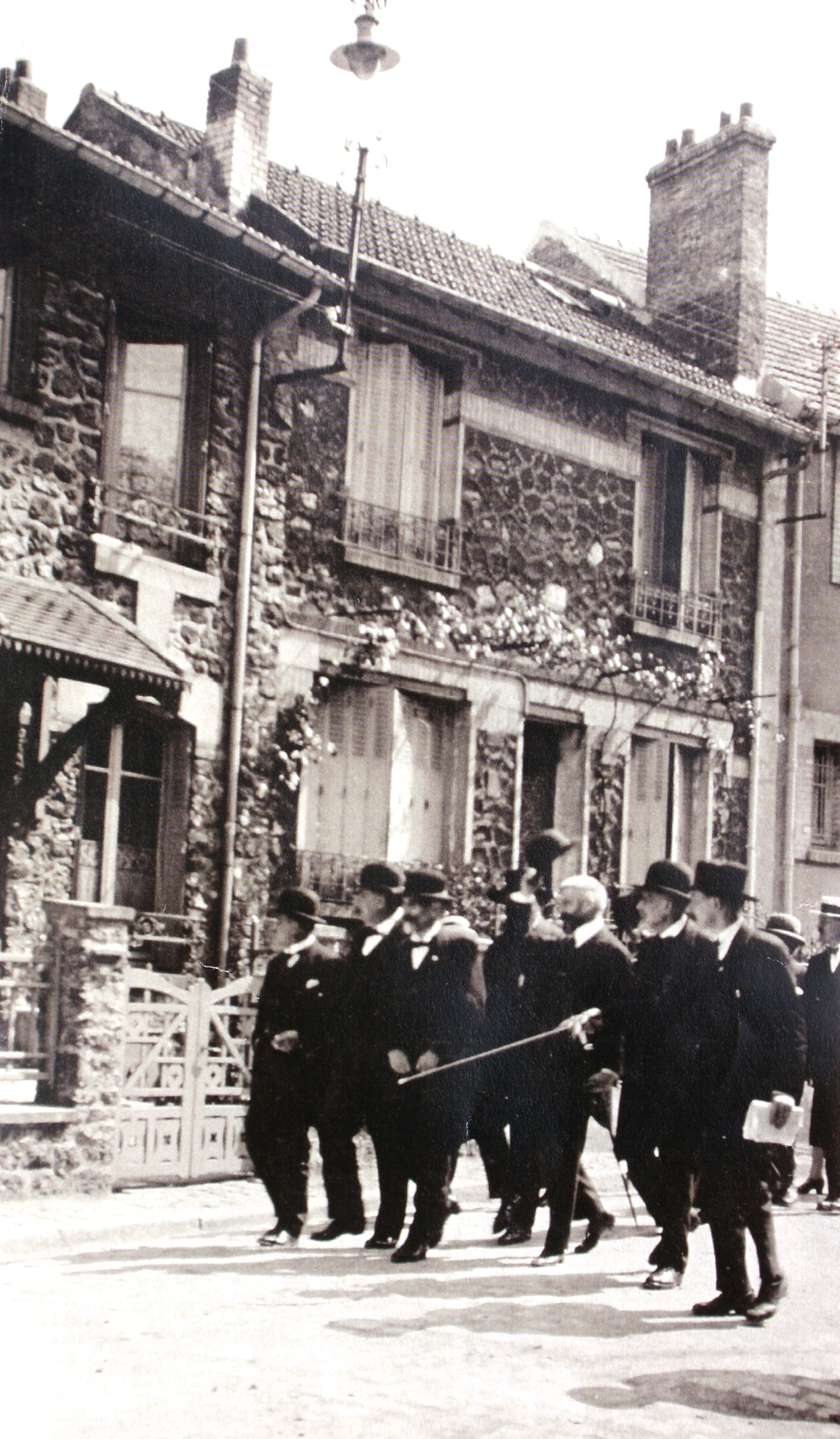
Inauguration de la Campagne à Paris en 1926.

Ce lotissement fut fondé en 1907 par le pasteur Sully Lombard sous forme d'une coopérative destinée à permettre l'accès pavillonnaire à des personnes à revenus modestes.
L'emplacement de l'îlot actuel se trouve sur les terres de l'ancienne commune de Charonne. Lors de l'annexion de Charonne à Paris en 1860, l'endroit était occupé par la carrière de gypse du père Rousset. Le terrain fut acquis en 1908 par la société, La Campagne à Paris, qui y fit construire entre 1911 et 1928, 92 pavillons destinés à une population composée d'ouvriers, de fonctionnaires ou d'employés à faibles revenus.
L’urbanisation du 20e arrondissement, qui a commencé à transformer le village de Belleville à partir de la création du mur des Fermiers généraux, puis celui de Charonne avec le percement des rues Planchat en 1863 et Alexandre-Dumas en 1872, n’atteint le quartier de Saint-Fargeau qu’à la fin du xixe siècle, avec l’ouverture de l’avenue Gambetta en 1882 et de la rue Belgrand en 1898.
Dans une lettre du 6 janvier 1892, la direction des travaux de Paris indique que « le percement prochain de la rue Belgrand jusqu’à la porte de Bagnolet, en ouvrant à ce quartier un débouché facile vers le centre de Paris, va lui donner une importance qui rendra impossible plus longtemps l’abandon où il était jusqu’ici ». (Archives de Paris, 6 janvier 1892, Ponts et Chaussées, Direction des travaux de Paris, « Rue Haxo…. »)
En 1898, les héritiers de Rousset vendent les terrains de la carrière. À cette époque, elle se présente comme une petite colline boisée, du fait des remblais des terres issues en partie du percement des avenues de la République et Gambetta. Un sieur Émile Casel se porte acquéreur pour 80 000 m2. Il a l’intention de lotir les terrains et fait établir pour cela un premier plan de lotissement, qui prévoit trois voies perpendiculaires à la rue Belgrand, en impasses, et deux voies obliques. Ce projet est rejeté par le Service technique de la voirie de la Préfecture de la Seine.
Casel s’adresse alors à Pierre Botrel, architecte DPLG qui a obtenu une médaille d’or lors d’un concours organisé par le comité de patronage de la Seine en vue d’encourager la création de projets inspirés des conceptions anglaises des cités-jardins (Ebenezer Howard, Raymond Unwin). Botrel établit un nouveau plan qui, à l’inverse du plan précédent, abandonne les rues rectilignes pour suivre les courbes de niveau. Il prévoit, outre la construction de maisons individuelles et d’immeubles collectifs, des équipements : orphelinat, écoles, crèche, dispensaire.
Finalement, l’intention de Casel de lotir les terrains n’aboutit pas et les terrains seront progressivement revendus. Mais le projet effectivement réalisé pour La Campagne à Paris s’inspirera du projet Botrel.
Sur les 80 000 m2, la Société anonyme coopérative à personnel et capital variables d’habitations à bon marché La Campagne à Paris se porte acquéreur de 15 800 m2 le 3 novembre 1908 (les terrains restants seront progressivement vendus à des particuliers). Cette société a été constituée le 19 mai 1907, à la suite de la conférence que Jules Siegfried a consacrée, au gymnase de la rue de la Bidassoa (20e arrondissement), le 15 mars 1907, à la loi sur les habitations à bon marché (HBM).
La société est une coopérative, dont l’objectif est l’accession de ses membres à la propriété de « maisons salubres ». Le capital initial est formé de 250 actions de 100 FRF. Les actions sont souscrites par les futurs propriétaires des maisons qui décident de mettre en commun leur épargne. La société pourra ainsi acquérir le terrain, réaliser les travaux de viabilité, puis construire avant de céder les maisons à ses actionnaires. À sa constitution, elle compte 89 sociétaires. Pour autant qu’on puisse en juger à partir des libellés des professions connus par les archives de la société, 60 % exercent un métier manuel, 30 % sont des employés, 10 % sont professeur, comptable, ingénieur ou instituteur… Ces sociétaires vont libérer les actions au fur et à mesure de leur épargne, et les travaux seront réalisés au fur et à mesure de la disponibilité des fonds.
En 1907, les terrains sont acquis pour moitié comptant (79 000 FRF, venant des 98 000 FRF déjà libérés) et pour moitié par un crédit consenti par le vendeur (à 3 % sur 10 ans).
Fin 1909, le Président indique que les dépôts des sociétaires ont atteint 200 000 FRF et permis de viabiliser la rue Paul-Strauss (rapport moral de mars 1910).
Fin 1911, le terrain est entièrement viabilisé ; deux maisons témoins sont construites et quatre autres, rue Paul-Strauss. Les maisons témoins (aux nos 14 et 46 de la rue Irénée-Blanc), confiées à Pierre Botrel, sont destinées à s’assurer qu’il est possible de construire des pavillons d’un étage sur l’ancienne carrière remblayée.
Le terrain est prêt à bâtir mais le projet est alors temporairement arrêté, dans l’attente des prêts publics. La décision du Conseil municipal de Paris du 28 mars 1912, qui autorise l’Assistance publique à prêter 200 000 FRF remboursables en 20 ans à 3 %, et qui entraîne l’attribution d’un prêt analogue par la Caisse des dépôts et consignations, permet la reprise des travaux. À l’été 1914, la première tranche de 45 maisons est quasiment achevée.
Pour réaliser la seconde tranche des travaux, la Société engage la négociation d’une seconde série de prêts pour 450 000 FRF. Mais la déclaration de guerre (3 août 1914) interrompt le chantier.
Il ne reprendra qu’en 1923. Entre-temps, certains sociétaires sont morts à la guerre. D’autres sont dans l’incapacité de poursuivre leurs projets immobiliers, alors même que le coût d’une maison, avec son terrain, est passé de 16 000 FRF (avant-guerre) à 37 000 FRF. De nouveaux sociétaires se substituent à eux.
Si les statuts s'occupaient de règlementer le cadre de la Société, le cahier des charges conditionnait la morphologie des constructions. Ainsi il prévoyait diverses règles afin notamment de tenir compte de l'instabilité du sous-sol : les plans des maisons ne devaient pas comporter de deuxième étage, les fondations devaient être obligatoirement prévues en rigoles de béton armé...
Le 21 décembre 1924, la Société adopta un dispositif juridique destiné à protéger les maisons ainsi édifiées et à « conserver […] leur solidité, leur condition d’air et de lumière, leur bon ordre et leur aspect agréable ».
Il est donc décidé de fixer des servitudes qui lieront les futurs propriétaires :
1°)	Interdiction de surélever les maisons ;
2°)	Interdiction d’exercer aucune industrie, ni aucun commerce quel qu’il soit, bruyant, mal odorant ou contraire à la santé publique ;
3°)	Interdiction d’élever sur les parties du sol non construites, jardins ou autres aucune construction sans l’autorisation du conseil de la Société et du Syndicat […] »	
A compter de 1925, la Société attribua à chacun des sociétaires, une fois l’intégralité des actions libérées et des emprunts remboursés, en contrepartie de la restitution de leurs actions, les terrains et les maisons qui y avaient été édifiées, précisant dans chacun des actes d'attribution les servitudes qui s'imposaient à eux.
Le 20 juin 1926, La Campagne à Paris est inaugurée.
En 1928, la totalité des maisons est construite.
A compter de 1926 un syndicat des copropriétaires a été créé. Celui-ci a coexisté avec la Société anonyme coopérative jusqu’au 18 mai 1953 date de dissolution de cette dernière qui avait accomplie sa mission avec l’ultime attribution de la dernière maison.
La copropriété gérée par le syndicat portait essentiellement sur la voirie des rues Irénée-Blanc et Jules-Siegfried - la rue Paul Strauss ayant pour sa part été rattachée au domaine public dès 1935.
Le 4 décembre 1991, la rue Jules Siegfried est classée dans le domaine public et le 14 avril 1992, la rue Irénée-Blanc est classée à son tour dans le domaine public.
Plus aucun lien de copropriété n'existe depuis le 14 avril 1992. La voirie étant désormais rattachée à Paris, le syndicat des copropriétaires disparaîtra conformément à ses prévisions statutaires en 1993.

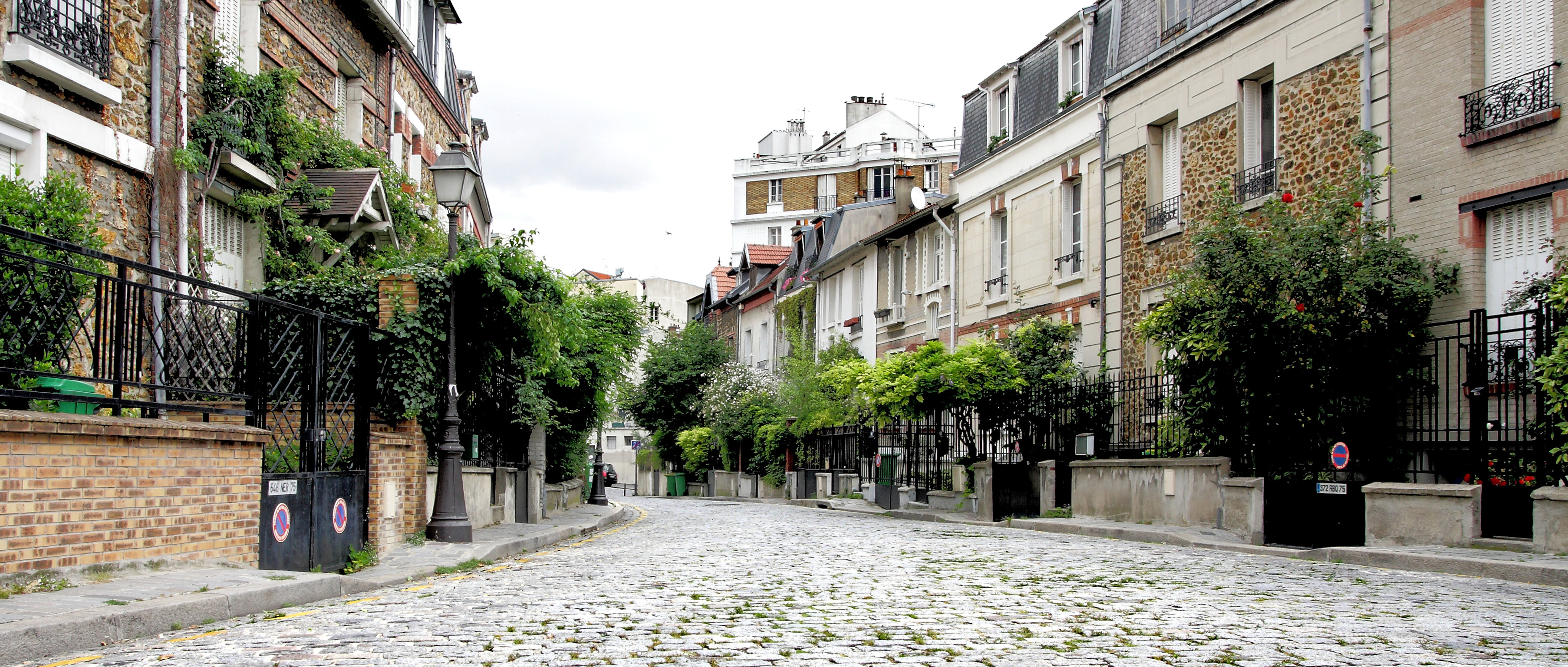
La rue Irénée-Blanc au débouché de la rue Jules-Siegfried.
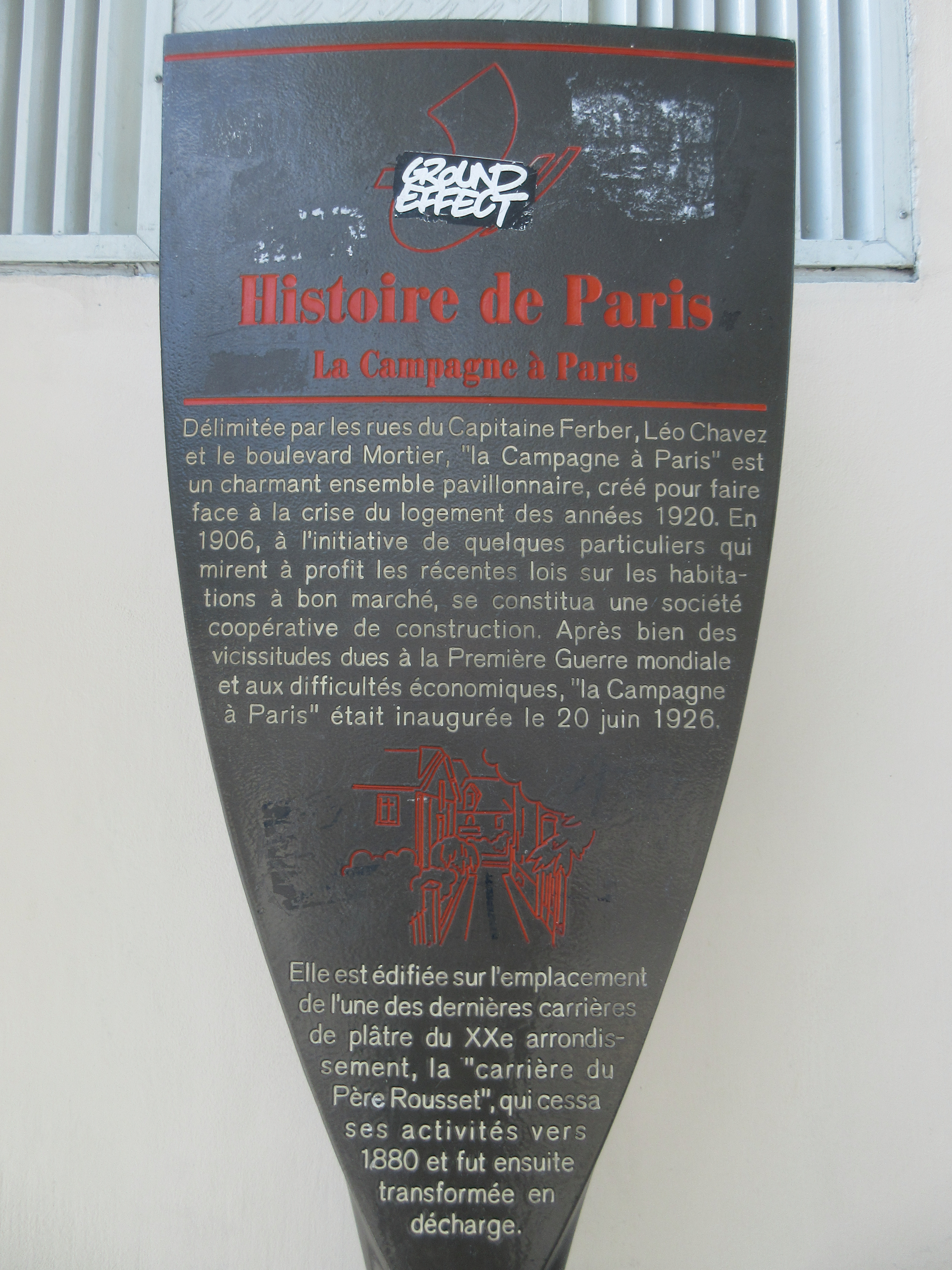
Panneau Histoire de Paris « La Campagne à Paris ».